# Cheers (Drink to That)
"Cheers (Drink to That)" (também denominada simplesmente como "Cheers") é uma canção da cantora Rihanna, gravada para o seu quinto álbum de estúdio Loud. Foi composta por Andrew Harr, Jermaine Jackson, Stacey Barthe, LP Pergolizzi, Corey Gibson, Chris Ivery, Lauren Christy, Graham Edwards, Avril Lavigne, Scott Spock e produzida pelo dueto The Runners. A sua gravação decorreu em 2010, nos estúdios Westlake Recording Studios e East West Studios em Los Angeles, na Califórnia. Começou a ser reproduzida a 2 de Agosto de 2011 nas rádios norte-americanas urbanas e rítmicas, servindo como sexto e último single retirado do disco.
Os membros da crítica apreciaram a música devido ao interpolar demonstrações de "I'm with You", canção de Avril Lavigne para o seu álbum de estreia Let Go. Liricamente, "Cheers (Drink to That)" é uma faixa festiva com múltiplas referências a bebidas com álcool, como o uísque Jameson Irish Whiskey. Teve uma repercussão moderada nas tabelas musicais, sendo a sétima posição a melhor na Austrália, nona no Canadá, e décima nos Estados Unidos, sendo o 19.º trabalho da artista a atingir o top 10 da Billboard Hot 100. Além de ter sido interpretada como parte do alinhamento da digressão mundial The Loud Tour em cidades como Chicago, Las Vegas e Los Angeles, a canção não recebeu nenhuma outra divulgação como trabalhos antecedentes.
O vídeo musical para a divulgação do single foi lançado a 26 de Agosto de 2011 através do portal Vevo e da loja iTunes Store. As cenas retratam um ambiente comemorativo, com imagens captadas durante vários concertos da turné entre outros cenários que mostravam o dia-a-dia da cantora. O projecto foi gravado em género de documentário realizado por Evan Rogers e Ciarra Pardo, com a maioria das memórias a pertencer à terra natal de Rihanna, Barbados, durante o espectáculo promocional que decorreu em Bridgetown.

## Antecedentes e estilo musical

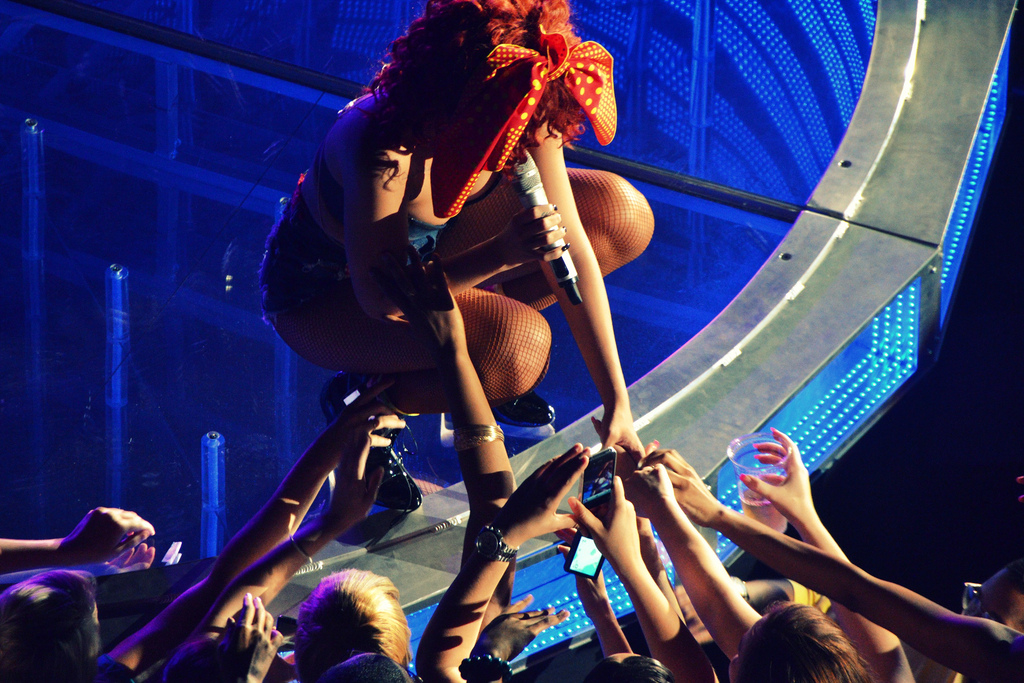
Rihanna a interpretar ao vivo a canção, durante a sua digressão mundial The Loud Tour, em 2011 em Baltimore.

Numa entrevista à MTV News no final de 2010, Rihanna falou sobre o facto de a melodia ser uma das suas favoritas, afirmando o seguinte: "Eu amo esta canção ["Cheers"]. É uma das minhas favoritas no álbum. Faz com que sinta vontade de celebrar... Dá uma grande sensação interior, como quereres e teres vontade de sair e beber... As pessoas mal podem esperar pelo fim-de-semana". Também numa reportagem, Avril Lavigne debateu a inclusão das suas demonstrações serem incluídas na música, dizendo: "É muito excitante mesmo porque 'I'm With You' é uma das minhas canções favoritas que alguma vez fiz, sempre gostei de a interpretar". Rihanna anunciou no seu perfil oficial no Twitter que o seu próximo single retirado de Loud seria "Cheers (Drink to That)", em resposta ao blogueiro Perez Hilton que reconheceu que esta era a sua música favorita do álbum. A canção foi enviada para as rádios norte-americanas a 2 de Agosto de 2011, seguindo para as áreas rhythmic e urban, contudo não recebeu nenhuma divulgação como trabalhos antecedentes, excepto fazer parte do alinhamento da digressão mundial The Loud Tour em cidades como Las Vegas, Chicago e Bridgetown.
Foi composta e produzida pela dupla The Runners, com auxílio na composição por Stacey Barthe, Laura "LP" Pergolizzi, Corey Gibson, Chris Ivery, Lauren Christy, Graham Edwards, Avril Lavigne e Scott Spock. A sua gravação decorreu em 2010, nos estúdios Westlake Recording Studios e East West Studios em Los Angeles, na Califórnia. A faixa, de tempo moderado que inclui elementos de estilo pop rock, incorpora demonstrações de "I'm With You" de Avril Lavigne, do seu disco de 2002, Let Go. De acordo com a partitura publicada pela Universal Music Publishing Group, a música foi escrita em compasso simples, num andamento moderado com um metrónomo de oitenta batidas por minuto. Composta na chave de mi maior com o alcance vocal que vai desde da nota baixa de mi, para a nota de alta de dó. "Cheers (Drink to That)" foi considerada, liricamente, uma canção festiva com múltiplas referências a bebidas com álcool, como o uísque Jameson Irish Whiskey. Os membros da crítica chamaram a atenção ao verso "A vida é demasiado curta para nos sentarmos e sentir como uns miseráveis/ As pessoas vão falar caso faça as coisas bem ou mal/ Não deixes que os bastardos te derrubem/ Dá a volta por cima com mais uma rodada" como a passagem que mais identificava o estilo lírico. O verso "Don't let the bastards get you down" foi retirado de uma caneca na qual o pai de LP costumava tomar café quando era vivo. De acordo com Ryan Dombal da Pitchfork, a letra resume o sentimento geral exposto em Loud, e não há nenhuma história por detrás dos jornais, como foi na maioria dos casos na versão anterior, Rated R.

## Recepção pela crítica
As críticas após o lançamento da faixa foram geralmente positivas. Mark Savage do BBC Music descreveu-a como "um pedaço de guitarra groove para a uma noite na cidade, que Rihanna dedica a todos os semi-alcoólicos no mundo". Robert Copsey do sítio Digital Spy elogiou o uso da interpolação da música de Lavigne, chamando-a de "incrivelmente cativante", bem como comentando que seria um sucesso em bares e clubes, devido às referências ao álcool e de saídas de fim-de-semana na letra. Jon Pareles do diário The New York Times comentou que a música foi escrita para "ser cantada em bares", e Bill Lamb do portal About.com concordou e complementou que achava "intrigante e que mistura estilos ocasionais de Rihanna, robóticos, com as vozes da multidão em repetição viciante". De acordo com Leah Greenblatt da Entertainment Weekly, "a sensação de Jameson, o brinde, estão todas envoltas numa demonstração de Avril Lavigne para formar um hino de festivo", o mesmo deduziu Amy Sciarretto do PopCrush, que também afirmou que "é infundida com o tropical das ilhas, explorando Loud e que remete à sua terra natal, Barbados". Sciarretto também confessou que aguardava que o single fosse muito popular em bares e discotecas devido ao seu conteúdo lírico, o mesmo considerou Andy Gill do jornal The Independent, concluindo que seria "um hino para o início do fim-de-semana". Enquanto Thomas Conner do Chicago Sun-Times considerou "a melhor do disco", afirmando que "era um hino sábio e cansado da vida de uma rapariga no bar que viu algumas coisas, mudou e todo mundo quer comprar uma rodada", Chris Richards do The Washington Post criticou que "não superou as expectativas e que tem pouca luz na carreira de Rihanna". Alex Alves, na sua coluna Termômetro, publicada no POPLine, avaliou que "nada mais é do que uma música que faz apologia à bebedeira insossa. Algo ideal para atrair a atenção do publico pré-adolescente e garantir ao single um desempenho, no mínimo, superior aos dois anteriores".

## Vídeo musical

### Antecedentes
Durante um concerto especial da Loud Tour, em Kensington Oval, Barbados a 5 de Agosto de 2011, Rihanna anunciou que o espectáculo estava a ser gravado para produzir o vídeo musical de "Cheers (Drink to That)". Mais tarde foi anunciado que o projecto seria composto por uma montagem da sua visita à terra natal, bem como de outras performances no Norte da América. Enquanto conversava com um fã, a cantora anunciou através do perfil oficial no Twitter que iria estrear na quarta-feira, 24 de Agosto de 2011 na loja iTunes. No entanto a estreia foi adiada para 26 de Agosto, sendo lançado oficialmente através do serviço Vevo e da loja digital da Apple. Uma previsão de 15 segundos foi disponibilizada um dia antes do lançamento, e mostrava a artista a maquilhar-se antes de entrar em palco, e os seus fãs a gritar o seu nome, enquanto fogos de artifícios eram lançados pelo céu à noite. O teledisco foi filmado, compilado e dirigido pelo produtor nova-iorquino Evan Rogers, com o auxílio de Ciara Pardo.

### Sinopse
Com uma duração superior a quatro minutos, o vídeo musical começa com os fãs de Rihanna a gritar o seu nome. Então, são mostradas imagens da artista a preparar-se para o espectáculo no seu camarim, e de seguida são visionados fogos de artifícios explodindo no céu e imagens das ruas de Barbados. Quando a música começa a tocar, a cantora revela-se com várias indumentárias que a acompanham durante a sua turné. Outras cenas incluem a jovem a segurar uma câmara na mão, a filmar pessoas e acontecimentos nos bastidores, que são apresentados no vídeo. Avril Lavigne faz uma aparição no vídeo, na qual é vista a levantar seu copo para a objectiva e depois a andar de skate à borda de uma piscina, em direcção à água. Outras celebridades exibidas são Jay-Z, Kanye West e Cee Lo Green, sendo os dois primeiros convidados especiais da digressão em determinadas datas, enquanto que o último foi acto de abertura em datas selecionadas durante a etapa norte-americana. Fotos de Rihanna a bordo de um jacto privado, evitando fotógrafos, e a sua participação no Barbados Kadooment Day também são demonstradas ao longo das cenas. Ao longo do teledisco, a família da artista, como a sua mãe e avó, também se manifestam, além da cantora a relaxar, a festejar com o seu irmão, e a conviver com os seus amigos. "Rihanna Navy!", referindo-se ao seu grupo de fãs, são as palavras finais proferidas por Rihanna e que encerram o projecto.

### Recepção
Após seu lançamento, o vídeo recebeu aclamação geral dos críticos. Iona Kirby do Daily Mail elogiou o estilo do vídeo-documentário, o qual "dá aos fãs a oportunidade de ver a vida de Rihanna e ter o discernimento sobre o que gosta de fazer". Os editores da revista norte-americana Rap-Up elogiaram o vídeo, comentando que é uma "verdadeira explosão num copo!". De acordo com Giovanna Falcone da PopDash mostra a cantora "a brincar com seus amigos e familiares, no palco e na vida amorosa, não podemos deixar de a ver sorrir em todas as cenas". Amy Sciarretto de PopCrush afirmou que é completamente diferente do polémico teledisco para o seu single anterior, "Man Down", comentando ainda que "é mais sincero e solto", dizendo que "vemos como a RiRi vai ao bar e abre um coco", e Robbie Daw do portal Idolator completou comentando que parece "uma grande bebedeira pela noite fora". Um crítico da revista Rolling Stone também comentou que nas cenas "encontra Rihanna num clima apropriadamente comemorativo... é um monte de cenas e fotos da sua festa e não há efeitos especiais nem enredos, somente festejos junto aos amigos e celebridades". Sarah Maloy da revista Billboard comentou que "não há efeitos especiais e nem histórias - e nenhuma possibilidade de acções judiciais", recordando o vídeo para a música "S&M" que foi confrontado com dois processos em tribunal.
Um editor da publicação OK! confidenciou que a artista "ficou amiga de Avril Lavigne a bordo de uma faixa", e que seria o nosso hino para o "feriado do fim-de-semana." Brad Wete da Entertainment Weekly simplesmente comentou que "é tempo de festa, pessoal! E isso é exactamente o que aparentemente o vídeo faz". Em relação à aparição de várias celebridades e colegas de Rihanna, Leah Collins do The Vancouver Sun afirmou: "[...] Rihanna mostra que ela tem mais amigos do que celebridades penteadas. TJ do sítio Limelight Neon elogiou o conteúdo do vídeo por não ser tipicamente chato ou genérico, afirmando que "vídeos de performances são normalmente uma chatice para os artistas e uma desilusão para os fãs, mas Rihanna tem a quantidade certa de acções nos bastidores para fazer o de "Cheers" uma verdadeira alegria para assistir", enquanto que Chris Coplan do Consequence of Sound observou que é um trabalho diferente do que a artista geralmente nos habituou, dizendo que "[...] não é tão sensual como a RiRi na cama, mas há algo marcante em ver a diva no seu habitat natural".

## Desempenho nas tabelas musicais
Na semana de vendas registada a 3 de Agosto de 2011, "Cheers (Drink to That)" estreou na Billboard Hot 100 no número 91, e atingiu a posição 50 como nova melhor a 10 de Agosto de 2011. Na sua oitava semana de permanência, a canção chegou ao oitavo lugar, tornado-a o seu quarto top 10 retirado do disco e décimo nono da carreira da artista. Na Billboard Pop Songs a canção estreou em 35.º, mas mais tarde tornou-se uma das de melhor desempenho e chegou a 12. Acabou por receber a certificação de disco de platina pela Recording Industry Association of America (RIAA). No Canadá, a música estreou-se na posição 89 a 17 de Agosto de 2011, na semana seguinte subiu para 37, e actualmente a sua melhor posição é a sexta.
Na Australia, a 14 de Agosto de 2011, entrou no número 46 na ARIA Single Charts, mais tarde registou a sexta posição como melhor. Na Nova Zelândia, o melhor lugar ocupado o quinto, estreando-se na décima quarta, desempenho que resultou na primeira certificação do single como disco de platina pela Recording Industry Association of New Zealand (RIANZ). A faixa também debutou na 38.ª posição na UK R&B Chart, mais tarde ocupando a quarta como melhor, e na tabela musical principal UK Singles Chart atingiu a 15.ª como máximo registado em território britânico. Na Irlanda, a 8 de Setembro de 2011, estreou no 30.º lugar da lista Irish Singles Chart, subindo ao 17.º na semana seguinte.
| Tabela musical (2011)                        | Melhor posição |
| -------------------------------------------- | -------------- |
| Austrália - ARIA Singles Chart               | 6              |
| Canadá - Canadian Hot 100                    | 6              |
| Brasil - Billboard Brasil Hot 100            | 62             |
| Brasil - Billboard Brasil Hot Pop            | 26             |
| Coreia do Sul - Gaon Chart                   | 46             |
| Escócia - Scottish Singles Chart             | 14             |
| Eslováquia - IFPI                            | 17             |
| Estados Unidos - Billboard Hot 100           | 7              |
| Estados Unidos - Billboard Pop Songs         | 11             |
| Estados Unidos - Billboard R&B/Hip-Hop Songs | 74             |
| Estados Unidos - Billboard Adult Pop Songs   | 34             |
| França - SNEP                                | 64             |
| Irlanda - IRMA                               | 16             |
| Nova Zelândia - RIANZ                        | 5              |
| Reino Unido - UK Singles Chart               | 15             |
| Reino Unido - UK R&B Singles Chart           | 4              |
| Chéquia - Czech Airplay Chart                | 50             |
| Suíça - Schweizer Hitparade                  | 66             |

| Tabela musical (2011)              | Posição |
| ---------------------------------- | ------- |
| Austrália - ARIA Singles Chart     | 41      |
| Estados Unidos - Billboard Hot 100 | 77      |
| Nova Zelândia - RIANZ              | 30      |
| Reino Unido - UK Singles Chart     | 128     |

| País           | Provedor | Certificação |
| -------------- | -------- | ------------ |
| Austrália      | ARIA     | 2× Platina   |
| Estados Unidos | RIAA     | Platina      |
| Nova Zelândia  | RIANZ    | Platina      |
| Reino Unido    | BPI      | Prata        |

## Créditos
Todo o processo de elaboração da canção atribui os seguintes créditos pessoais:
| - Rihanna — vocalista principal; - The Runners - composição, produção; - Stacey Barthe - composição, vocais de apoio; - Laura Pergolizzi, Corey Gibson, Chris Ivery, Lauren Christy, Graham Edwards, Avril Lavigne, Scott Spock - composição; | - Makeba Riddick - produção vocal; - Marcos Tovan, Babby Champbell - gravação vocal; - Antonio, Resendiz, Inaam Haq, Done Liska, Brad Shea - assistência de gravação vocal; - Marcos Tovar - gravação vocal, misturador; - Bobby Campbell - assistência de mistura. |

## Histórico de lançamento
"Cheers (Drink to That)" foi enviada para as rádios norte-americanas a 2 de Agosto de 2011, nas áreas rhythmic e urban.
| País           | Data                | Formato                 | Editora discográfica |
| -------------- | ------------------- | ----------------------- | -------------------- |
| Estados Unidos | 2 de Agosto de 2011 | Rádios rhythmic e urban | Def Jam              |